# B咖妙管家
《B咖妙管家》（英語：Miss Pettigrew Lives for a Day）是一部2008年的浪漫喜剧电影，由巴拉特·纳鲁里执导，弗兰西斯·麦克多蒙德和艾米·亚当斯主演，大衛·馬吉和賽門·鮑佛伊编剧，改编自温妮弗雷德·沃森1938年的同名小说。

## 劇情
二戰前夕，拘泥的家庭教師裴媞古魯女士再一次被雇主掃地出門，拎著僅有的一箱行李走在敦倫街頭，又與一個男人撞個滿懷。在得知對方剛剛出竹日心戈得丟下全副家當逃跑。到救濟院領取餐點又被旁人打翻。在職業介紹所，媒合工作的人告訴她，實在被解雇太多次了，已然愛莫能助。絕望之下，裴媞古魯從其桌上偷了張名片，按地址前去應聘。
招工的是名小明星。裴媞古魯得知需要照顧的不是一開始以為的學齡小男生，而是大男人，而且是三個。小明星為了自己的演藝事業以其美色周旋於三男之間，且都各自以為是她的唯一。裴媞古魯必須協助她進行時間管理，並迅速消除前個男人留下的痕跡。她本想辭工，卻因樂於助人而在巧合中越陷越深。許多時候，還必須違背自己古板的信念。